# 採択
| ウィキペディアには「採択」という見出しの百科事典記事はありません（タイトルに「採択」を含むページの一覧/「採択」で始まるページの一覧）。 代わりにウィクショナリーのページ「採択」が役に立つかもしれません。 |